# لی کلاو
لی کلاو (به انگلیسی: Lee Clow) رئیس هیئت‌مدیره و مدیر داخلی شرکت تبلیغاتی چیات‌دی است. او در گذشته رئیس واحد نوآوری این شرکت بود. کلاو از دوستان نزدیک استیو جابز بود و عمده شهرت وی به علت ساخت شعار تبلیغاتی «متفاوت فکر کنید» در سال ۱۹۹۷ است.